# ATP Challenger Bratislava-2
Das ATP Challenger Bratislava (offizieller Name: Bratislava Open) ist ein seit 2019 stattfindendes Tennisturnier in Bratislava. Es ist Teil der ATP Challenger Tour und wird im Freien auf Sand ausgetragen.

## Liste der Sieger

### Einzel
| Jahr | Sieger                  | Finalgegner      | Ergebnis       |
| ---- | ----------------------- | ---------------- | -------------- |
| 2025 | Dino Prižmić            | Valentin Royer   | 6:4, 7:66      |
| 2024 | Kamil Majchrzak         | Henrique Rocha   | 6:0, 2:6, 6:3  |
| 2023 | Witalij Satschko        | Dimitar Kusmanow | 2:6, 6:2, 7:62 |
| 2022 | Alexander Schewtschenko | Riccardo Bonadio | 6:3, 7:5       |
| 2021 | Tallon Griekspoor       | Sebastián Báez   | 7:66, 6:3      |
| 2020 | abgesagt                | abgesagt         | abgesagt       |
| 2019 | Norbert Gombos          | Attila Balázs    | 6:3, 3:6, 6:2  |

### Doppel
| Jahr | Sieger                                 | Finalgegner                       | Ergebnis  |
| ---- | -------------------------------------- | --------------------------------- | --------- |
| 2025 | Andrew Paulson Matěj Vocel             | Jiří Barnat Filip Duda            | 6:1, 6:4  |
| 2024 | Jakob Schnaitter Mark Wallner          | Miloš Karol Tomáš Láník           | 6:4, 6:4  |
| 2023 | Ariel Behar Adam Pavlásek              | Neil Oberleitner Tim Sandkaulen   | 6:4, 6:4  |
| 2022 | N. Sriram Balaji Jeevan Nedunchezhiyan | Wladyslaw Manafow Oleh Prychodko  | 7:66, 6:4 |
| 2021 | Denys Moltschanow Alexander Nedowessow | Sander Arends Luis David Martínez | 7:65, 6:1 |
| 2020 | abgesagt                               | abgesagt                          | abgesagt  |
| 2019 | Sander Gillé Joran Vliegen             | Lukáš Klein Alex Molčan           | 6:2, 7:5  |